# منتخب فيجي لكرة القدم للسيدات
منتخب فيجي الوطني لكرة القدم للسيدات هو ممثل فيجي الرسمي في المنافسات الدولية في كرة القدم في فئة كرة القدم للسيدات.

## وصلات خارجية
- الموقع الرسمي